# 于式棱
于式棱（?—?），廣西省平樂府賀縣人，清末翰林。

## 生平
光緒二十四年（1898年），参加光緒戊戌科殿試，登進士二甲36名。同年五月，改翰林院庶吉士。光緒二十九年四月，散館，授翰林院編修。

## 家族
兄式枚，光绪翰林。于式棱之子于孝侯过继给式枚为子。于孝侯之女立群，郭沫若夫人。